# 川田靖子 (医師)
川田 靖子（かわだ やすこ）は日本の東洋医学医師、かわだ東洋クリニック医師。

## 来歴
宮城県仙台市生まれ。埼玉医科大学卒業。医学博士。耳鼻科医師を約12年勤める。武蔵野赤十字病院耳鼻咽喉科勤務時代から、本格的に東洋医学に取り組む。

## 人物
病院勤務時代に西洋医学の限界を感じ、東洋医学に転じる。現在、川崎市新丸子にある「かわだ東洋クリニック」で漢方薬・鍼灸・整体・瞑想・心理学を統合した全人的視点から、独自の治療法により、子供から大人までの西洋医学では難しいと言われた病気の治療に取り組んでいる。得意分野は幼少児の東洋医学。

## 所属学会
- 日本東洋医学会会員
- 日本自律神経免疫研究会会員
- 日本耳鼻咽喉科学会専門医[3]

## 著書
- 『気づきの医学 : 東洋医学からの警鐘』角川文化振興財団、2015年。ISBN 9784048763417。